# Понтацо (Ређо Емилија)
Понтацо је насеље у Италији у округу Ређо Емилија, региону Емилија-Ромања.
Према процени из 2011. у насељу је живело 34 становника. Насеље се налази на надморској висини од 24 м.